# Issei Ogata
Issei Ogata (イッセー尾形, Ogata Issei), né le 22 février 1952 à Fukuoka, est un acteur japonais.

## Biographie
Issei Ogata s’est intéressé au spectacle depuis l’enfance. Après un diplôme à la Toyotama High School au Japon, il rejoint une troupe théâtrale. Plus tard, il obtient une médaille d’or lors d’une prestation dans «Birth of Comedians». À partir de là, il collectionne des rôles à la télévision japonaise dans «Evil Grandmother» sur Fuji TV ou «RinRinto» sur NHK.
Aujourd’hui, il interprète ses propres pièces comme Life Never Stops au GyanGyan Theater à Shibuya, ce qui lui confère une grande popularité. De plus, il a des rôles titres dans des films d’auteur comme celui d’Ota dans Yi Yi d’Edward Yang ou dans Tony Takitani de Jun Ichikawa (une adaptation de l’œuvre de Haruki Murakami). Il interprète également le rôle de l’empereur du Japon Shōwa Tennō Hirohito dans le film d'Alexandre Sokourov Le Soleil.

## Filmographie partielle
- 1985 : Sorekara (それから?) de Yoshimitsu Morita : Terao
- 1986 : Sorobanzuku (そろばんずく?) de Yoshimitsu Morita
- 1986 : C'est dur d'être un homme : L'Oiseau bleu du bonheur (男はつらいよ 幸福の青い鳥, Otoko wa tsurai yo: Shiawase no aoi tori?) de Yōji Yamada : conducteur de train
- 1987 : Les Complexées (BU・SU, Busu?) de Jun Ichikawa
- 1987 : C'est dur d'être un homme : En route pour Hokkaidō ! (男はつらいよ 知床慕情, Otoko wa tsurai yo: Shiretoko bojō?) de Yōji Yamada : médecin
- 1987 : C'est dur d'être un homme : Il était une fois Tora-san (男はつらいよ 寅次郎物語, Otoko wa tsurai yo: Torajirō monogatari?) de Yōji Yamada : policier
- 1988 : Kanashi iro yanen (悲しい色やねん?) de Jun Ichikawa
- 1989 : Shasō (社葬?) de Toshio Masuda
- 1989 : C'est dur d'être un homme : Détour par Vienne (男はつらいよ 寅次郎心の旅路, Otoko wa tsurai yo: Torajirō kokoro no tabiji?) de Yōji Yamada : employé de l'agence de voyage
- 1989 : C'est dur d'être un homme : Mon oncle (男はつらいよ ぼくの伯父さん, Otoko wa tsurai yo: Boku no ojisan?) de Yōji Yamada : un vieil homme
- 1992 : Mirai no omoide: Last Christmas (未来の想い出 Last Christmas?) de Yoshimitsu Morita
- 2000 : Yi Yi de Edward Yang : Ota
- 2004 : Tony Takitani (トニー滝谷, Toni Takitani?) de Jun Ichikawa : Tony Takitani
- 2005 : Le Soleil de Alexandre Sokourov : Hirohito
- 2016 : Silence de Martin Scorsese : Inoue
- 2021 : Onoda, 10 000 nuits dans la jungle de Arthur Harari : le major Taniguchi
- 2022 : Blood de Bradley Rust Gray : Yatsuro

## Distinctions
- 1986 : prix Kinokuniya